# 14953 Bevilacqua
14953 Bevilacqua este un asteroid din centura principală de asteroizi.

## Descriere
14953 Bevilacqua este un asteroid din centura principală de asteroizi. A fost descoperit pe 13 februarie 1996 la Cima Ekar de Maura Tombelli și Giuseppe Forti. Asteroidul prezintă o orbită caracterizată de o semiaxă mare de 2,31 ua, o excentricitate de 0,14 și o înclinație de 5,7° în raport cu ecliptica.